# Möller (Familienname)
Möller oder Moeller ist ein deutscher Familienname.

## Herkunft und Bedeutung
Möller ist die niederdeutsche Form von „Müller“ und gehört damit zu den häufigsten Familiennamen Deutschlands.

## Namensträger

### A
- Achim Moeller (* 1942), deutsch-amerikanischer Kunsthändler
- Adolf Möller (Maler) (1866–1943), deutscher Maler, Dekorationsmaler und Illustrator
- Adolf Möller (Ruderer) (1877–1968), deutscher Ruderer
- Adolf Möller (Admiralintendant) (1897–1983), Admiralintendant der Kriegsmarine
- Albrecht Möller (1911–1994), deutscher Jugendfunktionär
- Ale Möller (* 1955), schwedischer Musiker und Komponist
- Alex Möller (Alexander Johann Heinrich Friedrich Möller; 1903–1985), deutscher Politiker (SPD)
- Alexander Möller (Basketballspieler) (* 1998), deutscher Basketballspieler
- Alexander Nikolajewitsch Möller-Sakomelski (1844–1928), russischer General
- Alfred Möller (Forstwissenschaftler) (1860–1922), deutscher Forstwissenschaftler
- Alfred Möller (Autor) (1876–1952), deutscher Schriftsteller, Librettist und Regisseur
- Almut Möller (* 1977), deutsche Politikwissenschaftlerin und politische Beamtin
- Andreas Möller (* 1967), deutscher Fußballspieler und -trainer
- Andreas Möller (Chronist) (1598–1660), deutscher Lehrer, Arzt und Chronist
- Andreas Möller (Maler) (1684–1762), dänischer Maler
- Andreas Möller (Autor) (* 1974), deutscher Kommunikationsmanager und  Autor
- Annett Möller (* 1978), deutsche Nachrichtensprecherin und Fernsehmoderatorin
- Antje Möller (* 1957), deutsche Politikerin (GAL)
- Anton Möller (um 1563–1611), deutscher Maler
- Anton Möller (Maler, 1843) (1843–1924), deutscher Maler, Modelleur und Keramikfabrikant
- Anton Möller (Architekt) (1864–1927), deutsch-böhmischer Architekt
- Anton Wilhelm Möller (1762–1846), deutscher Theologe
- Armin Möller (Prähistoriker) (1865–1938), deutscher Prähistoriker
- Armin E. Möller (* 1943), österreichischer Autor
- Arne Möller (* 1979), deutscher Filmschaffender
- Arnold Möller (1581–1655), deutscher Schreib- und Rechenmeister
- Arnold Möller (Maler) (1884/1886–1963), deutscher Maler
- Arthur Möller (Komponist) (1863–1903), deutscher Komponist, Geiger, Pianist und Kapellmeister
- Arthur Möller (Bildhauer) (1886–1972), deutscher Bildhauer und Porzellanmodelleur
- Arthur Moeller van den Bruck (1876–1925), deutscher Kulturhistoriker und Schriftsteller
- Astrid Möller (* 1961), deutsche Althistorikerin
- August Moeller (1822–1882), deutscher Politiker (NLP), MdR
- Axel Möller (Astronom) (1830–1896), schwedischer Astronom
- Axel Möller (Fußballspieler) (* 1957), deutscher Fußballspieler
- Axel Möller (Rechtsextremist) (* 1964), deutscher Rechtsextremist

### B
- Bastian Möller, deutscher American-Football-Spieler
- Bernd Moeller (Kirchenhistoriker) (1931–2020), deutscher Theologe und Kirchenhistoriker
- Bernd Möller (Ingenieur, 1941) (* 1941), deutscher Ingenieur und Hochschullehrer
- Bernd Möller (Eishockeyspieler) (* 1966), deutscher Eishockeyspieler
- Bernd Möller (Ingenieur, 1969) (* 1969), deutscher Energiewissenschaftler und Hochschullehrer
- Bernhard Möller (Genealoge) (1928–1996), deutscher Forstwirt und Genealoge
- Bernhard Möller (Geistlicher) (* 1928), deutscher Geistlicher und Autor
- Bernhard Möller (Pädagoge) (* 1931), österreichischer Pädagoge und Hochschullehrer
- Bernhard Möller (Maler) (* 1946), deutscher Maler
- Bernhard Möller (Informatiker) (* 1953), deutscher Informatiker und Hochschullehrer
- Birgit Möller (* 1972), deutsche Kamerafrau, Drehbuchautorin und Regisseurin
- Bruno Moeller (Eisenbahner) (1875–1952), deutscher Reichsbahnbeamter
- Bruno Moeller (Politiker) (1887–1964), deutscher Politiker (DRP)

### C
- Carl Möller (Architekt) (1857–1933), schwedischer Architekt
- Carl Moeller (Heimatforscher) (1867–1920), deutscher evangelisch-lutherischer Pfarrer und Heimatforscher
- Carl Möller (Ruderer) (* 1887), dänischer Ruderer
- Carl Möller (Leichtathlet) (1888–1920), schwedischer Leichtathlet
- Carl Möller (Politiker) (1930–2011), deutscher Ingenieur, Bauunternehmer und Politiker (CDU)
- Carl Möller (Volleyballspieler) (* 2004), deutscher Volleyballspieler
- Carl Heinrich Möller (1709–1759), deutscher Jurist
- Carola Möller (* 1929), deutsche Soziologin
- Charles Moeller (1912–1986), belgischer Theologe
- Christa Möller-Metzger (* 1951), deutsche Politikerin (Bündnis 90/Die Grünen)
- Christian Möller (Politiker) (1597–1684), deutscher Politiker, Bürgermeister von Zittau
- Christian Möller (Theologe) (* 1940), deutscher Theologe
- Christian Möller (Künstler, 1959) (* 1959), deutscher Künstler und Architekt
- Christian Möller (Künstler, 1963) (* 1963), deutscher Maler und Künstler
- Christian Friedrich Möller (Geistlicher) (1763–1825), deutscher Geistlicher, Schriftsteller und Historiker
- Christian Friedrich Möller, Pseudonym von Johann Ernst Daniel Bornschein (1774–1838), deutscher Schriftsteller
- Christine Möller (* 1934), österreichische Psychologin, Erziehungswissenschaftlerin und Hochschullehrerin
- Christoph Möller (* 1989), deutscher Musikkritiker und Radiojournalist
- Clara Möller-Coburg (1869–1918), deutsche Kunstgewerblerin und Grafikerin
- Claus Möller (* 1942), deutscher Politiker (SPD)
- Clemens Möller (* 1973), deutscher Biophysiker und Hochschullehrer
- Cordula Möller (* 1968), deutsche Triathletin
- Cosima Möller (* 1962), deutsche Juristin und Hochschullehrerin
- Curt Moeller (1910–1965), deutscher Mediziner

### D
- Dagmar Möller (1866–1956), schwedische Sängerin und Gesangspädagogin
- David Möller (* 1982), deutscher Rennrodler
- Dennis Moeller (* 1950), US-amerikanischer Ingenieur und Erfinder
- Denny Möller (* 1979), deutscher Politiker (SPD), MdL Thüringen
- Detlev Möller (* 1947), deutscher Atmosphärenchemiker und Hochschullehrer
- Dietrich Möller (Geodät) (1927–2015), deutscher Geodät
- Dietrich Möller (Journalist), deutscher Journalist und Osteuropa-Korrespondent; Theodor-Wolff-Preis 1980
- Dietrich Möller (Politiker) (1937–2024), deutscher Politiker (CDU)
- Dietrich Alexander Möller (1944–2019), deutscher Architekt und Bauökonom
- Dieter Möller (* 1942), deutscher Korrespondent und TV-Moderator
- Dirk Möller (* 1961), deutscher Politiker (Linke), MdL Thüringen
- Dora Möller (1894–1981), deutsche Politikerin (SPD)
- Doris Möller-Scheu (* 1953), deutsche Juristin und Richterin

### E
- Eberhard Möller (1936–2015), deutscher Musikwissenschaftler und Hochschullehrer
- Eberhard Wolfgang Möller (1906–1972), deutscher Schriftsteller
- Eckhardt Möller (1907–1997), deutscher Landwirt und Politiker (NSDAP), MdL Hessen-Nassau
- Edmund Moeller (1885–1958), deutscher Bildhauer
- Eduard von Moeller (1814–1880), deutscher Beamter und Politiker
- Eduard von Moeller (General) (1820–1879), russischer Generalleutnant
- Edvard Möller (1888–1920), schwedischer Hoch- und Weitspringer
- Eleni Möller-Architektonidou (* 1996), deutsche Synchronsprecherin
- Elis Essen-Möller (1870–1956), schwedischer Mediziner und Hochschullehrer
- Emil Moeller (1869–1955), deutscher Theologe und Leonardo da Vinci-Forscher
- Erica von Moeller (* 1968), deutsche Regisseurin, Drehbuchautorin und Hochschullehrerin
- Erich Möller (Maler) (1895–1967), deutscher Landschafts- und Vedutenmaler
- Erich Möller (1905–1964), deutscher Radsportler
- Erik Möller (* 1979), deutscher Journalist, Autor und Softwareentwickler
- Erna Möller (* 1940), schwedische Medizinerin und Hochschullehrerin
- Ernst Moeller (Architekt) (auch Ernst Möller; 1858–1936), deutscher Architekt
- Ernst Möller (Politiker) (1871–1963), Mitglied des Provinziallandtages der Provinz Hessen-Nassau
- Ernst Möller (Fußballspieler) (1891–1916), deutscher Fußballspieler
- Ernst Möller (Verleger) (?–1959), deutscher Verleger
- Ernst Möller (Bergsteiger) (auch Ernst Moeller), deutscher Bergsteiger
- Ernst-Günther Möller (1909–?), deutscher Generalmajor
- Ernst Wilhelm Möller (1827–1892), deutscher Theologe, siehe Wilhelm Ernst Möller
- Erwin Moeller (1883–1966), deutscher Verwaltungsjurist und Politiker
- Erwin Möller (1924–2005), deutscher Sprachwissenschaftler, Instrumentenbauer, Heimatforscher und Imker
- Esther Möller (* 1977), deutsche Leichtathletin
- Eva-Marie Möller (1929–2013), deutsche Bibliothekarin

### F
- Fabian Möller (* um 1600; † nach 1635), Holzschnitzer aus Danzig tätig in Krakau
- Felix Moeller (* 1965), deutscher Historiker, Autor, Regisseur und Produzent
- Felix Möller (Fußballspieler) (* 1966), deutscher Fußballspieler
- Felix Möller (Handballspieler) (* 2002), schwedischer Handballspieler
- Ferdinand Möller (Verleger) (?–1952), deutscher Zeitungsverleger
- Ferdinand Möller (Architekt) (1878–1955), deutscher Architekt
- Ferdinand Möller (Kunsthändler) (1882–1956), deutscher Kunsthändler und Verleger

- Frank Möller (Eishockeyspieler), deutscher Eishockeyspieler
- Frank Möller (Flüchtling) (1946–1971), an der innerdeutschen Grenze erschossen
- Frank Möller (Publizist) (1954–2025), deutscher Historiker und Publizist
- Frank Möller (Leichtathlet) (* 1960), deutscher Leichtathlet und Trainer
- Frank Möller (Historiker) (* 1962), deutscher Historiker
- Frank Möller alias Knarf Rellöm (* 1962), deutscher Musiker
- Frank Möller (Fußballspieler) (* 1967), deutscher Fußballspieler
- Frank Möller (Judoka) (* 1970), deutscher Judoka und Trainer
- Frans Möller (1886–1954), schwedischer Tennisspieler
- Frans Möller (Schwimmer) (1897–1995), schwedischer Schwimmer
- Franz Möller (Politiker, 1811) (1811–1884), deutscher Politiker, Mitglied der Frankfurter Nationalversammlung
- Franz Moeller (Elektrotechniker) (1897–1970), deutscher Elektrotechniker und Hochschullehrer
- Franz Möller (Politiker, 1930) (1930–2018), deutscher Politiker (CDU), MdB
- Friederike Möller (* 1985), deutsche Schauspielerin
- Friedrich Möller (Bauunternehmer) (1888–1951), deutscher Bauunternehmer und Politiker (FDP)
- Friedrich Ernst Möller (1870–1945), deutscher Landwirt und Politiker, MdL Schaumburg-Lippe
- Friedrich Wilhelm Möller (Unternehmer, 1805) (1805–1878), deutscher Unternehmer und Politiker
- Friedrich Wilhelm Möller (Komponist) (1911–1993), deutscher Komponist
- Friedrich-Wilhelm Möller (Unternehmer, 1931) (1931–1996), deutscher Möbeldesigner und -unternehmer
- Friedwald Moeller (1894–1964), deutscher Offizier, Kirchenhistoriker und Genealoge
- Fritz Möller (Fotograf) (1860–1923), deutscher Fotograf und Verleger
- Fritz Möller (Meteorologe) (1906–1983), deutscher Meteorologe, Geophysiker und Hochschullehrer
- Fritz Möller (Rennfahrer), deutscher Automobilrennfahrer
- Fritz Moeller-Schlünz (1900–1990), deutscher Maler und Sänger (Bariton)

### G
- Gabriele Lösekrug-Möller (* 1951), deutsche Politikerin (SPD), MdB
- Georg Möller (1777–1860), nassauischer Beamter und Politiker
- Georg Möller (Postdirektor) (1829–1896), deutscher Postdirektor und Schriftsteller
- Georg Möller (Ägyptologe) (1876–1921), deutscher Ägyptologe
- Georg Möller (Sprachwissenschaftler), Sprachwissenschaftler
- Gerd Möller (Lehrer) (* 1938), deutscher Schulleiter und Autor
- Gerd Möller (Fußballspieler) (* 1941), deutscher Fußballspieler
- Gerhard Möller (Politiker) (* 1949), deutscher Politiker (CDU) und ehemaliger Oberbürgermeister von Fulda
- Gerhard Möller (Eishockeyspieler) (* 1954), deutscher Eishockeyspieler
- Gert Möller (* 1952), schwedischer Leichtathlet
- Gerti Möller (* 1930), deutsche Schlagersängerin
- Gertraud Moller (1641–1705), deutsche Dichterin
- Gottfried Gustav von Möller (1803–1868), deutscher Jurist und Richter
- Gunnar Möller (1928–2017), deutscher Schauspieler
- Günter Möller (1934–2008), deutscher Generalleutnant im Ministerium für Staatssicherheit
- Günther Möller (* 1960/1961), deutscher Maler
- Gustav von Möller (Jurist) (1770–1847), deutscher Jurist
- Gustav Möller (Architekt) (1826–1881), deutscher Architekt
- Gustav von Möller (General) (1834–1896), deutscher Generalleutnant
- Gustav Möller (Politiker) (1884–1970), schwedischer Politiker (Sozialdemokratische Partei)
- Gustav Möller (Leichtathlet) (1887–1983), schwedischer Leichtathlet
- Gustav Möller (Regisseur) (* 1988), dänischer Filmregisseur

### H
- Hannes Möller (* 1954), deutscher Künstler
- Hanns Möller-Witten (1901–1966), deutscher Militärschriftsteller
- Hans Möller (Jurist) (1907–1979), deutscher Jurist und Hochschullehrer
- Hans Möller (Theologe) (1908–1996), deutscher Theologe
- Hans Möller (Maler) (1914–2001), deutscher Maler und Grafiker
- Hans Möller (Ökonom) (1915–1996), deutscher Wirtschaftswissenschaftler
- Hans Möller (Heimatforscher) (1922–1999), deutscher Heimatforscher
- Hans Möller (Politiker) (1926–2008), deutscher Politiker
- Hans Möller-Porta (1908–1962), deutscher Maler
- Hans-Dieter Möller (* 1939), deutscher Kirchenmusiker
- Hans-Dietrich Möller (1928–1987), deutscher Ingenieurwissenschaftler und Politiker
- Hans Georg Möller (1882–1967), deutscher Physiker
- Hans-Georg Möller (1944–1980), deutscher Pianist
- Hans-Herbert Möller (* 1926), deutscher Kunsthistoriker
- Hans-Hinrich Möller (1898–1974), deutscher Admiralarzt
- Hans-Jürgen Möller (* 1945), deutscher Psychiater und Hochschullehrer
- Hans-Otto Möller (1931–2004), deutscher Denkmalpfleger und Autor
- Hartwig Möller (* 1944), deutscher Jurist und Verfassungsschutzbeamter
- Hartwig Johann Möller (1677–1732), deutscher Jurist und Politiker, siehe Hartwig Johann Moller
- Heidi Möller (* 1960), deutsche Psychologin und Hochschullehrerin
- Heidrun Möller (* 1945), deutsche Politikerin (SPD)
- Heiko Michael Möller (* 1972), deutscher Chemiker und Hochschullehrer
- Hein Moeller (August Heinrich Moeller; 1882–1963), deutscher Ingenieur
- Heiner Möller (Politiker) (1943–1998), deutscher Politiker (CDU)
- Heiner Möller (Handballspieler) (* 1948), deutscher Handballspieler
- Heinrich Möller (1530–1589), deutscher Theologe, siehe Heinrich Moller
- Heinrich Möller (Bildhauer) (1835–1929), deutscher Bildhauer
- Heinrich Möller (Tiermediziner) (1841–1932), deutscher Tierarzt
- Heinrich Möller (Gewerkschafter) (1850–1902), deutscher Gewerkschafter und Politiker (SPD)
- Heinrich Möller (Generalsuperintendent) (1864–1939), deutscher evangelischer Theologe und Generalsuperintendent
- Heinrich Möller (Musikschriftsteller) (1876–1958), deutscher Pädagoge und Musikschriftsteller
- Heinrich Möller (Architekt) (1879–1943), deutscher Architekt und Maler
- Heinrich Möller (Botaniker) (1882–1945), Schweizer Botaniker deutsch-mexikanischer Abstammung
- Heinrich Ferdinand Möller (1745–1798), deutscher Schauspieler und Schriftsteller
- Heinrich Johannes Möller (1905–1983), deutscher Uhrendesigner
- Heinrich Leopold Möller (1820–1869), deutscher Postmeister und Politiker
- Heinz Möller (1919–nach 1969), deutscher Verleger
- Heinz Friedrich Moeller (1936–2009), deutscher Zoologe
- Helen Möller (* 2005), deutsche Schauspielerin
- Helmut Möller (1926–2013), deutscher Volkskundler
- Henry Moeller (1849–1925), US-amerikanischer Geistlicher
- Herbert Möller (Politiker) (* 1923), deutscher Politiker
- Herbert Möller (Mathematiker) (1939–2016), deutscher Mathematikdidaktiker
- Hermann Möller (1850–1923), dänischer Linguist
- Hero Moeller (1892–1974), deutscher Wirtschaftswissenschaftler
- Hinrich Möller (Politiker, 1801) (1801–??), deutscher Hofbesitzer und Politiker, MdL Schleswig-Holstein
- Hinrich Möller (Politiker, 1891) (1891–1960), deutscher Politiker (CDU)
- Hinrich Möller (SS-Mitglied) (1906–1974), deutscher SS-Brigadeführer und Polizeigeneral
- Horst Möller (* 1943), deutscher Historiker

### I
- Inga Möller (* 1973), deutsche Hockeyspielerin
- Ingrid Möller (* 1934), deutsche Kunsthistorikerin und Autorin
- Irmgard Möller (* 1947), deutsche Terroristin
- Isabella Möller (* 1998), deutsche Fußballspielerin
- Ivan Möller (1884–1972), schwedischer Leichtathlet
- Ivo Möller (* 1988), deutscher Schauspieler und Synchronsprecher
- Ivy York Möller-Christensen (* 1956), dänische Sprachwissenschaftlerin

### J
- Jacob Clausen Möller (1876–1955), dänischer Politiker
- Jan Möller (* 1953), schwedischer Fußballtorhüter
- Jens Möller (NS-Funktionär) (1894–1951), deutscher Tierarzt und Parteifunktionär (NSDAP-Nordschleswig)
- Jens Möller (Psychologe) (* 1957), deutscher Psychologe
- Jes Möller (* 1961), deutscher Richter
- Joachim Möller (Wirtschaftswissenschaftler) (* 1953), deutscher Wirtschaftswissenschaftler
- Joachim Möller-Döling (1908–2000), deutscher Offizier
- Jochim Möller († 1795), deutscher Fayencier
- Johann Möller (Komponist) (um 1585–um 1650), deutscher Komponist
- Johann Möller (Bürgermeister) (1623–1680), deutscher Dichter, Jurist und Politiker
- Johann Diedrich Möller (1844–1907), deutscher Optiker
- Johann Friedrich Möller (Geistlicher, 1750) (1750–1807), deutscher Prediger, Forscher und Politiker
- Johann Friedrich Möller (Generalsuperintendent) (1789–1861), deutscher evangelischer Generalsuperintendent
- Johann Georg Peter Möller (1729–1807), deutscher Historiker und Philologe
- Johann Gottlieb Möller (1670–1698), deutscher lutherischer Theologe, Kirchenhistoriker und Hochschullehrer
- Johann Heinrich Möller (1792–1867), deutscher Historiker, Orientalist, Archivar und Bibliothekar
- Johann Joachim Möller (1659–1733), deutscher Theologe und Archidiakon
- Johann Melchior Möller (1760–1824), deutscher evangelischer Geistlicher
- Johann Michael Möller (* 1955), deutscher Redakteur, Moderator und Hörfunkdirektor
- Johann Patroclus Möller (1698–1772), deutscher Orgelbauer
- Johann Theodor Möller (1705–1763), deutscher Unternehmer
- Johannes Möller (Marineoffizier) (* 1896), deutscher Kapitän zur See der Kriegsmarine
- Johannes Möller (Gitarrist) (* 1981), schwedischer Gitarrist
- Johannes Ludwig Heinrich Möller (1814–1885), deutscher Miniaturmaler
- Jörg Möller (* 1963), deutscher Sportwissenschaftler, Japanologe und Gymnasiallehrer
- Jorgen Moeller (1873–1944), dänischer Schachspieler, siehe Jørgen Møller (Schachspieler)
- Josef Moeller (1848–1924), österreichischer Mediziner, Pharmakognost und Hochschullehrer
- Josephine Möller (* 1992), deutsche Wasserspringerin
- Julius Möller (Unternehmer) (1793–1877), deutscher Unternehmer und Präsident der Handelskammer von Elberfeld und Barmen
- Julius Möller (Theologe) (1840–1928), deutscher evangelisch-lutherischer Theologe und Pfarrer
- Julius Otto Ludwig Möller (1819–1887), deutscher Chirurg und Hochschullehrer
- Jürgen Möller (Historiker) (* 1959), deutscher Militärhistoriker
- Jürgen Möller (Fußballspieler) (* 1971), österreichischer Fußballspieler

### K
- Kai Möller (Schauspieler, 1903) (1903–1983), deutscher Schauspieler und Hörspielautor
- Kai Möller (Schauspieler, 1962) (* 1962), deutscher Schauspieler
- Kai Möller (Rollstuhlbasketballspieler) (* 1991), deutscher Rollstuhlbasketballspieler
- Kai Henrik Möller (* 1960), deutscher Schauspieler und Synchronsprecher
- Karl Möller (Unternehmer) (1837–1918), deutscher Unternehmer
- Karl Möller (Politiker, I), deutscher Politiker, Mitglied der Lübecker Bürgerschaft
- Karl Möller (Politiker, 1919) (1919–1993), deutscher Politiker (CDU), MdL Niedersachsen
- Karl-Dieter Möller (* 1945), deutscher Fernsehjournalist
- Karl Heinrich Möller (1802–1882), deutscher Bildhauer
- Karl-Heinz Möller (Verleger) (* 1921), deutscher Ingenieur, Verleger und Herausgeber
- Karl-Heinz Möller (Leichtathlet) (1939–2014), deutscher Leichtathlet
- Karl-Heinz Moeller (1950–2020), deutscher Maler
- Karl-Heinz Möller (Jurist) (* 1953), deutscher Jurist und Hochschullehrer
- Karl Leopold von Möller (1876–1943), österreichisch-donauschwäbischer Schriftsteller und Politiker
- Katrin Moeller (* 1967), deutsche Historikerin
- Katrin Möller, früherer Name von Katrin Seidel (* 1967), deutsche Politikerin (Die Linke)
- Kaya Marie Möller (* 1985), deutsche Schauspielerin und Synchronsprecherin
- Klaus Möller (Politiker, 1811) (1811–1873), deutscher Politiker, MdL Kurhessen
- Klaus Möller (Fotograf) (* 1943), deutscher Fotograf
- Klaus Möller (Autor) (1952–2013), deutscher Autor, Moderator, Produzent und Regisseur
- Klaus Möller (Ingenieur) (* 1956), deutscher Wirtschaftsingenieur und Hochschullehrer
- Klaus Peter Möller (Politiker, 1937) (1937–2022), deutscher Jurist und Politiker (CDU), MdL Hessen
- Klaus Peter Möller (Politiker, 1966) (* 1966), deutscher Politiker (CDU), MdL Hessen
- Knut Möller (* 1960), deutscher Jurist
- Konrad Möller († 1478), deutscher Kaufmann und Politiker, Ratsherr in Lübeck
- Kornelia Möller (Pädagogin) (* 1951), deutsche Pädagogin und Hochschullehrerin
- Kornelia Möller (Politikerin) (* 1961), deutsche Politikerin (Die Linke)
- Kristin Möller (* 1984), deutsche Duathletin und Triathletin, siehe Kristin Liepold
- Kristján L. Möller (* 1953), isländischer Politiker
- Kurt Möller (* 1954), deutscher Erziehungswissenschaftler
- Kurt Detlev Möller (1902–1957), deutscher Historiker

### L
- Lara Möller (* 1978), deutsche Schriftstellerin
- Leif Möller (Segler) (* 1958), schwedischer Segler
- Leif Möller (Basketballspieler) (* 2003), deutsch-isländischer Basketballspieler
- Lenelotte Möller (* 1967), deutsche Autorin, Übersetzerin und Herausgeberin
- Levin Möller (1709–1768), schwedischer Theologe und Mathematiker
- Lise Lotte Möller (1912–1996), deutsche Kunsthistorikerin
- Lorenz Möller (Theologe) (auch Laurentius Molitor; † 1571?), deutschbaltischer Theologe und Pädagoge
- Lorenz Möller (Politiker) (auch Laurentius Moller; 1560–1634), deutscher Jurist und Politiker, Bürgermeister von Lübeck
- Lotte Möller (Sophie Charlotte Juliane Möller; 1893–1973), deutsche Ozeanographin, Limnologin und Geographin
- Ludwig Möller (Verleger) (1849–1910), deutscher Verleger und Herausgeber von Möller’s Deutscher Gärtner-Zeitung

### M
- Magdalena M. Moeller (* 1952), deutsche Kunsthistorikerin, Herausgeberin und Museumsdirektorin
- Maik Möller (* 1971), deutscher Schauspieler, Moderator, Kabarettist
- Malwine Moeller (1924–2019), deutsche Opernsängerin und Schauspielerin
- Manfred Möller (1939–2022), deutscher Biochemiker, Toxikologe und Hochschullehrer
- Mareile Moeller (* 1978), deutsche Schauspielerin und Synchronsprecherin
- Markus Möller (Richter) (* 1968), deutscher Jurist und Richter
- Markus Möller (Politiker) (* 1974), deutscher Politiker (CDU)
- Martin Möller (Chemiker) (* 1951), deutscher Chemiker und Hochschullehrer
- Martin Möller (Mathematiker) (* 1976), deutscher Mathematiker und Hochschullehrer
- Martin Möller (* 1980), dänischer Biathlet, siehe Martin Møller
- Marvin Möller (* 1999), deutscher Tennisspieler
- Marvin Möller (Basketballspieler) (* 2002), deutscher Basketballspieler
- Marx Möller (1868–1921), deutscher Schriftsteller
- Mathias Peter Möller (1854–1937), dänisch-US-amerikanischer Orgelbauer
- Matthias Möller (1658–1705), Bürgermeister von Greifenberg in Pommern.
- Max Möller (Schriftsteller) (1844–1921), deutscher Dichter und Schriftsteller
- Max Möller (1854–1935), deutscher Bauingenieur und Konstrukteur
- Melanie Möller (* 1972), deutsche Philologin
- Michael Möller (* 1955), deutscher Filmregisseur, Journalist und Hochschullehrer
- Michael Lukas Moeller (1937–2002), deutscher Psychoanalytiker und Autor
- Michaela Möller (Leichtathletin) (* 1973), deutsche Crossläuferin und Langstrecklerin
- Michaela Möller (Autorin) (* 1980), deutsche Autorin und Psychologin
- Mike Möller, deutscher Stuntman und Choreograph
- Mira Möller (* 1986), deutsche Fußballspielern

### N
- Nicolaus Möller (Philologe) (auch Nikolaus Möller; 1664–1734), deutscher Philologe, Kirchenhistoriker und Hochschullehrer
- Nicolaus Møller (Verleger) (auch Nicolaus Möller; 1733–1806), dänischer Buchdrucker und Verleger
- Nikolaj Möller (* 2002), schwedischer Fußballspieler
- Nikolaus Moeller (Philosoph) (auch Nicolaus Moeller; 1777–1862), belgischer Philosoph und Hochschullehrer
- Norbert Möller (* 1959), deutscher Politiker (SPD), Bürgermeister von Waren (Müritz)

### O
- Olaf Möller (Politiker) (* 1962), deutscher Politiker (Bündnis 90/Die Grünen)
- Olaf Möller (Leichtathlet) (* 1966), deutscher Leichtathlet, Langstreckler
- Olaf Möller (Basketballspieler) (* 1968), deutscher Basketballspieler
- Oliver Möller (Fußballspieler) (* 1968), deutscher Fußballspieler
- Oliver Möller (Schauspieler) (* 1976), deutscher Schauspieler
- Onno Möller (* 2001), deutscher Volleyballspieler
- Oscar Möller (* 1989), schwedischer Eishockeyspieler
- Oskar von Moeller-Lilienstern (1847–1890), deutscher Landrat
- Otto Moeller (Pfarrer) (1870–1931), deutscher Pfarrer und Vereinsfunktionär
- Otto Möller (Maler) (1883–1964), deutscher Maler, Grafiker und Zeichenlehrer
- Otto Möller (Politiker, 1887) (1887–1949), deutscher Politiker (LDP)
- Otto Möller (Widerstandskämpfer) (1888–1945), deutscher Widerstandskämpfer
- Otto Möller (Politiker, 1892) (1892–1978), deutscher Agrarwissenschaftler und Politiker (NDPD)
- Otto Möller (Jurist) (1907–nach 1982), deutscher Anwalt und Strafverteidiger im Krupp-Prozess
- Otto Berend von Möller (1764–1848), russischer Admiral und Marineministe
- Otto Friedrich Theodor Möller, auch Otto von Moeller (1812–1874), russischer Maler deutsch-baltischer Abstammung

### P
- Paul von Möller (1808–1897), russischer Vizeadmiral
- Paul Moeller (Baumeister) (1855–nach 1918), deutscher Architekt
- Paul Möller (Politiker) (1916–2016), deutscher Politiker (SPD)
- Paul Gerhardt Möller (1903–1998), deutscher Geistlicher, Missionar und Autor
- Peter Möller (Handballspieler) (* 1972), schwedischer Handballspieler
- Peter Sandkamm-Möller (1893–1981), deutscher Maler
- Peter Ernst Möller (1869–1922), deutscher Politiker (SPD)
- Philip Moeller (1880–1958), US-amerikanischer Maler
- Philipp Möller (* 1980), deutscher Pädagoge, Schriftsteller und Pressereferent

### R
- Ralf Moeller (* 1959), deutscher Bodybuilder und Schauspieler
- Regina Möller (* 1962), deutsche Künstlerin und Herausgeberin
- Reiner Möller (* 1961), deutscher Polizeibeamter, Polizeipräsident von Aalen
- Reinhard Möller (Bildhauer) (1855–1912), deutscher Bildhauer
- Reinhard Möller (Verwaltungsjurist, 1855) (1855–1927), deutscher Kirchenjurist
- Reinhard Möller (Verwaltungsjurist, 1888) (1888–1963), deutscher Verwaltungsjurist
- Reinhard Zölitz-Möller (* 1953), deutscher Geograf und Hochschullehrer
- Reinhild Möller (* 1956), deutsche Behindertensportlerin
- René Möller, Musikwissenschaftler, Tonmeister und Hochschullehrer
- Richard Moeller (1890–1945), deutscher Pädagoge, Verwaltungsbeamter und Politiker (DDP)
- Richard Möller (1927–2020), deutscher Politiker (CDU), MdL Hessen
- Robert T. Moeller (1951–2011), US-amerikanischer Admiral
- Roland Möller (1935–2017), deutscher Restaurator
- Rolf Möller (Manager) (1906–??), deutscher Medienmanager
- Rolf Möller (Verwaltungsjurist) (* 1930), deutscher Verwaltungsjurist
- Rolf Möller (Künstler) (1932–2015), deutscher Maler und Grafiker
- Rolf Möller (Musiker) (* 1956), deutscher Schlagzeuger und Konzertveranstalter, Mitglied von Extrabreit
- Roloff Möller (1498–1529), deutscher Patrizier und Politiker, Bürgermeister von Stralsund
- Rudi Möller (1935–2020), deutscher Pastor
- Rüdiger Möller (Architekt) (* 1940), deutscher Architekt
- Rüdiger Möller (1962–2020), deutscher Politiker
- Rudolf Möller (Philologe) (1815–1885), deutscher Philologe und Lehrer
- Rudolf Möller (Künstler) (1881–1967), deutscher Maler, Grafiker und Zeichenlehrer
- Rudolf Möller (Schauspieler) (1914–2008), deutscher Schauspieler und Genealoge
- Rudolf Möller (Politiker) (1928–2008), deutscher Kommunalpolitiker (CDU), Bürgermeister von Kronberg im Taunus
- Rudolf Möller-Dostali (1892–1961), deutscher Parteifunktionär (KPD, SPD)
- RWLE Möller (Reinhard Walter Ludwig Eduard Möller; 1952–2001), deutscher Künstler, Heimatforscher, LGBT-Aktivist und Stiftungsgründer

### S
- Sandra von Möller (* 1969), deutsche Unternehmerin und Rechtsanwältin
- Sandra Möller (* 1980), deutsche Leichtathletin, siehe Sandra Neumann
- Sanford A. Moeller (1879–1961), US-amerikanischer Schlagzeuger und Musikpädagoge
- Sebastian Möller (* 1968), deutscher Elektrotechniker
- Sebastian Heinrich Möller (1752–1827), deutscher lutherischer Theologe und Geistlicher
- Siegfried Möller (1896–1970), deutscher Bildhauer, Keramiker und Hochschullehrer
- Siemtje Möller (* 1983), deutsche Politikerin (SPD)
- Silke Möller (* 1964), deutsche Leichtathletin
- Simon Möller (* 2000), schwedischer Handballspieler
- Sophie Charlotte Juliane Möller (1893–1973), deutsche Geographin, siehe Lotte Möller
- Stefan Möller (* 1975), deutscher Politiker (AfD)
- Stefan Möller (Basketballtrainer) (* 1980), deutscher Basketballtrainer
- Stefanie Julia Möller (* 1979), deutsche Schauspielerin
- Steffen Möller (* 1969), deutscher Schauspieler und Kabarettist
- Stephan Möller-Titel (* 1977), deutscher Schauspieler und Musiker
- Susanne Möller (* 1980), schwedische Journalistin und Moderatorin

### T
- Theo Möller (1894–1973), deutscher Maler und Restaurator
- Theodor von Möller (Theodor Adolf Möller; 1840–1925), deutscher Unternehmer und Politiker
- Theodor Möller (1873–1953), deutscher Fotograf, Schriftsteller und Heimatforscher
- Theodor Adolf Möller (Unternehmer) (1762–1847), deutscher Versicherungsunternehmer
- Thomas Möller (Radsportler), dänischer Radsportler
- Thomas Möller (Fußballspieler, 1967) (* 1967), deutscher Fußballspieler
- Thomas Möller (Fußballspieler, 1977) (* 1977), deutscher Fußballspieler
- Tim Möller (* 1999), deutscher Fußballspieler
- Tobias Möller (* 2000), deutscher Basketballspieler

### U
- Uli Möller (* 1956), deutscher Regisseur und Drehbuchautor
- Ulrich Möller (Bauingenieur) (1924–1998), deutscher Bauingenieur und Hochschullehrer
- Uwe Möller (1935–2023), deutscher Ökonom
- Uwe Möller (Sportschütze) (* 1962), deutscher Sportschütze und Bundestrainer Trap

### V
- Valerian von Möller (1840–1910), deutsch-russischer Geologe und Paläontologe
- Vera Möller (1911–1998), deutsche Schriftstellerin

### W
- Waldemar Möller (1895–1977), deutscher Flugzeugkonstrukteur
- Walter Möller (Sportfunktionär), deutscher Fußballfunktionär
- Walter Möller (Widerstandskämpfer, 1905) (1905–1933), deutscher Widerstandskämpfer
- Walter Möller (Politiker, 1906) (1906–1969), deutscher Politiker (NSDAP, FDP), MdL Nordrhein-Westfalen
- Walter Möller (Politiker, 1912) (1912–1992), deutscher Widerstandskämpfer und Politiker (KPO/KPD/DKP), MdHB
- Walter Möller (Politiker, 1920) (1920–1971), deutscher Politiker (SPD), Oberbürgermeister von Frankfurt am Main
- Walter H. Moeller (1910–1999), US-amerikanischer Politiker
- Walther Möller (Heimatforscher) (1866–1965), deutscher Heimatforscher, Genealoge und Maler
- Walther Peter Möller (1760–1831), deutscher Kaufmann und Oberalter
- Werner Möller (Pseudonym Werner Nauffacher; 1888–1919), deutscher Journalist und Schriftsteller
- Wieland Möller (* 1982), deutscher Jazzmusiker und Klangkünstler
- Wilhelm Möller (Politiker, 1814) (1814–1877), deutscher Justizbeamter und Politiker, MdL Kurhessen
- Wilhelm Möller (Politiker, 1857) (Wilhelm Ludwig August Möller; 1857–1932), deutscher Kammerfunktionär und Politiker (DDP), MdL Oldenburg
- Wilhelm Möller (Theologe) (auch Wilhelm Moeller; 1872–1956), deutscher Theologe, Pfarrer und Publizist
- Wilhelm Möller (Politiker, 1879) (Wilhelm Ernst Martin Möller; 1879–1943), deutscher Politiker (SDP), MdHB
- Wilhelm Ernst Möller (1827–1892), deutscher Theologe, Kirchenhistoriker und Hochschullehrer
- Wilko Möller (* 1966), deutscher Polizist und Politiker (AfD)
- William Bruhn-Möller (1887–1964), schwedischer Ruderer
- Wolfgang Möller (Pädagoge) (1544–1591), deutscher Pädagoge
- Wolfgang Möller (Verleger) (1930–2018), deutscher Druckereibesitzer und Verleger
- Wolfgang Möller (Bildhauer) (* 1953), deutscher Bildhauer
- Wolfhard Möller (* 1944), deutscher Physiker